# Adham Makhadmeh
Adham Mohammad Tumah Makhadmeh (tiếng Ả Rập: ادهم المخادمة; sinh năm 1986) là trọng tài bóng đá người Jordan. Ông là trọng tài FIFA từ năm 2013.

## Cúp bóng đá châu Á
| Cúp bóng đá châu Á 2019 - Các Tiểu vương quốc Ả Rập Thống nhất | Cúp bóng đá châu Á 2019 - Các Tiểu vương quốc Ả Rập Thống nhất | Cúp bóng đá châu Á 2019 - Các Tiểu vương quốc Ả Rập Thống nhất | Cúp bóng đá châu Á 2019 - Các Tiểu vương quốc Ả Rập Thống nhất |
| Ngày                                                           | Trận đấu                                                       | SVĐ                                                            | Vòng                                                           |
| -------------------------------------------------------------- | -------------------------------------------------------------- | -------------------------------------------------------------- | -------------------------------------------------------------- |
| 5 tháng 1 năm 2019                                             | UAE – Bahrain                                                  | Abu Dhabi                                                      | Vòng bảng                                                      |